# Northwest Stutsman (Dakota del Norte)
Northwest Stutsman es un territorio no organizado ubicado en el condado de Stutsman en el estado estadounidense de Dakota del Norte. En el Censo de 2010 tenía una población de 15 habitantes y una densidad poblacional de 0,16 personas por km².

## Geografía
Northwest Stutsman se encuentra ubicado en las coordenadas 47°10′57″N 99°9′59″O / 47.18250, -99.16639. Según la Oficina del Censo de los Estados Unidos, Northwest Stutsman tiene una superficie total de 92.67 km², de la cual 88.92 km² corresponden a tierra firme y (4.04%) 3.75 km² es agua.

## Demografía
Según el censo de 2010, había 15 personas residiendo en Northwest Stutsman. La densidad de población era de 0,16 hab./km². De los 15 habitantes, Northwest Stutsman estaba compuesto por el 100% blancos, el 0% eran afroamericanos, el 0% eran amerindios, el 0% eran asiáticos, el 0% eran isleños del Pacífico, el 0% eran de otras razas y el 0% pertenecían a dos o más razas. Del total de la población el 0% eran hispanos o latinos de cualquier raza.